# パシフィック・PR01
パシフィック・PR01（Pacific PR01）は、F1コンストラクターのパシフィックが1994年のF1世界選手権用に開発したフォーミュラ1カーである。

## 概要

### 開発
PR01のベースとなったのは、1990年終盤に始動したレイナードのF1プロジェクトへ参画した元ベネトンのロリー・バーンとパット・シモンズが手掛けたシャーシの設計図である。レイナードは1992年開幕からのF1参戦を表明していたが、おもに参戦資金やエンジン獲得失敗の問題で計画は立ち消えとなった。レイナードがF1参戦のためエンストンに設立した新ファクトリーは、TWRのトム・ウォーキンショーの手に渡り、ロス・ブラウンらとともにTWRベネトンが発足する。こうしてバーンとシモンズはベネトンに復帰することになったが、この過程で設計図が"どこか"に譲渡され、最終的にその図面はパシフィックへとたどり着き、流用されることになった。その後、パシフィックでチーフ・デザイナーに就任したポール・ブラウンによって手を加えられた（このデザインコンセプトはバーンとシモンズが復帰したベネトンで1992年用B192にも使用されたため、両車の外見は酷似した）。しかしパシフィックは設計図こそ入手できたものの、このマシンがレイナードで開発された際の空力データは一切入手できておらず、風洞での検証実験も全くしないまま完成させた。
トランスミッションとシャーシ製作はレイナードが行ったが、フロントサスペンションの基本は後にバーンが設計したベネトン・B192と同一で、リアサスペンションはマウント部分を含めパシフィック独自設計の物を積んだ。エンジンはハイニ・マーダー・レーシングコンポーネンツがチューンした1992年型イルモア・2175A（前年ザウバーが使用したもの）を搭載。当初1993年用のマシンとして開発されたが、資金難のためデビューは1994年に延期された。
ポール・ブラウンによれば、PR01は「最初から大きな問題を抱えていた。剛性が極めて低く、シャシーを分析したところ後部に行くほど強度が無い。」と認めるコメントをしており、レーシングスピードでまともにコーナリングできるマシンでは無かった。

### 1994年シーズン
パシフィック・PR01はレイナード（バーン）作のエアロダイナミクスとオリジナルのサスペンションがうまく融合しておらず、初歩的トラブルの連鎖も問題点となった。純粋なスピードで中団グループのライバルとの差を埋められなかった上に、同じくF1参戦初年度のシムテックよりも遅れを取った。
1994年開幕戦からベルトラン・ガショーとポール・ベルモンドがドライブしたが、2台そろっての予選通過はモナコGPとスペインGPのみで、出走したレースの結果はすべて途中リタイヤだった。デビュー時点で既に3年落ちであったマシンと、非力なイルモアエンジン、そして慢性的な資金難により開発が行われなかったことに加え、サンマリノGPでアイルトン・セナとローランド・ラッツェンバーガーが死亡する事故など、重大事故の多発によりFIAが急遽実施した大幅な車両規則改定の影響も大きかった。サンマリノGP終了後の帰路では、フランスの高速道路走行中にトランスポーターから出火し、PR01のシャーシ2台はなんとか無事だったが、それ以外のものが全てが燃えてしまうという資金不足のチームにとって泣きっ面にハチの受難もあった。
このほか、エンジンチューナーのハイニ・マーダーとパシフィック側とで意見がぶつかり、エンジン冷却系などの問題も発生し、決勝に進めたレースでも完走を果たせなかった。すべては財政難のために生じた悪循環であった。フランスGP以降は一度も予選を通過できなかった。
ピーター・エリンガム、フランク・コパック、ジェフ・アルドリッジが翌年用のPR02の設計・開発を開始し始める中で、第14戦ヨーロッパGPからはPR01のフロント部のハイノーズ＋吊り下げ型ステーをやめ、細いローノーズを持つオーソドックススタイルのフロントウイングに変更し空力を一新し、見た目の変化は大きかったが、以後最終戦までの3戦も2台とも予選を通過することはできず戦闘力は変わらなかった。
名目上ファースト・ドライバーを務めたガショーはあまりの戦闘力の低さにうんざりした様子を隠さず、最終戦アデレード市街地コースでの予選が終了（結果は予選不通過）した土曜日には「今日は今年最高の一日と言える。それは、もうこのマシンに二度と乗る必要がないからね。」とコメントを残してシーズンを終えた。

## 成績
(key)
| 年   | エンジン           | タイヤ | ナンバー | ドライバー | 1   | 2   | 3   | 4   | 5   | 6   | 7   | 8   | 9   | 10  | 11  | 12  | 13  | 14  | 15  | 16  | ポイント | 順位 |
| ---- | ------------------ | ------ | -------- | ---------- | --- | --- | --- | --- | --- | --- | --- | --- | --- | --- | --- | --- | --- | --- | --- | --- | -------- | ---- |
| 1994 | イルモア 2175A V10 | G      |          |            | BRA | PAC | SMR | MON | ESP | CAN | FRA | GBR | GER | HUN | BEL | ITA | POR | EUR | JPN | AUS | 0        | NC   |
| 1994 | イルモア 2175A V10 | G      | 33       | ベルモンド | DNQ | DNQ | DNQ | Ret | Ret | DNQ | DNQ | DNQ | DNQ | DNQ | DNQ | DNQ | DNQ | DNQ | DNQ | DNQ | 0        | NC   |
| 1994 | イルモア 2175A V10 | G      | 34       | ガショー   | Ret | DNQ | Ret | Ret | Ret | Ret | DNQ | DNQ | DNQ | DNQ | DNQ | DNQ | DNQ | DNQ | DNQ | DNQ | 0        | NC   |

- DNQは予選不通過。